# Гебхард XIV фон Алвенслебен
Гебхард XIV фон Алвенслебен (на немски: Gebhard XIV von Alvensleben; * ок. 1360/ 1393; † ок. 1428) е благородник от род фон Алвенслебен в Алтмарк в Саксония-Анхалт, господар на замък Гарделеген/Изеншнибе в Саксония-Анхалт и маркграфски хауптман на Алтмарк, споменат в документи от 1393 – 1425 г.

## Биография
Той е син на Вернер I фон Алвенслебен († ок. 1395) и съпругата му Берта. Внук е на Гебхард (VI) фон Алвенслебен († сл. 1361) и съпругата му Агнес.
Баща му Вернер I фон Алвенслебен купува през 1378 г. замък Гарделеген/Изеншнибе в Саксония-Анхалт, който остава до 1857 г. собственост на фамилията.
Гебхард има конфликт с бургграфа на Нюрнберг Фридрих VI фон Хоенцолерн, който му взима през 1414 г. замък Гарделеген, но му го дава обратно през 1416 г. Той става на 15 май 1416 г. дори хауптман на Алтмарк. На 7 юли 1421 г. му е разрешено да напусне тази служба.
От 1416 до 1420 г. архиепископският манастир Магдебург води война с Алтмарк.

## Фамилия
Първи брак: с Илза/Елизабет (Елза). Те имат децата:
- Гебхард фон Алвенслебен
- Вернер II фон Алвенслебен († 1472/1477), женен за Елизабет фон дер Шуленбург († 1486), дъщеря на Вернер VIII фон дер Шуленбург († 1447/1448) и Барбара фон Есторф (* ок. 1360)
- Хайнрих фон Алвенслебен († ок. 1445)
- София фон Алвенслебен, абатиса на манастир Нойендорф (1454 – 1470).

Втори брак: с Гезека. Бракът е бездетен